# Deutsche Kriegsgräberstätte Kopenhagen Bispebjerg

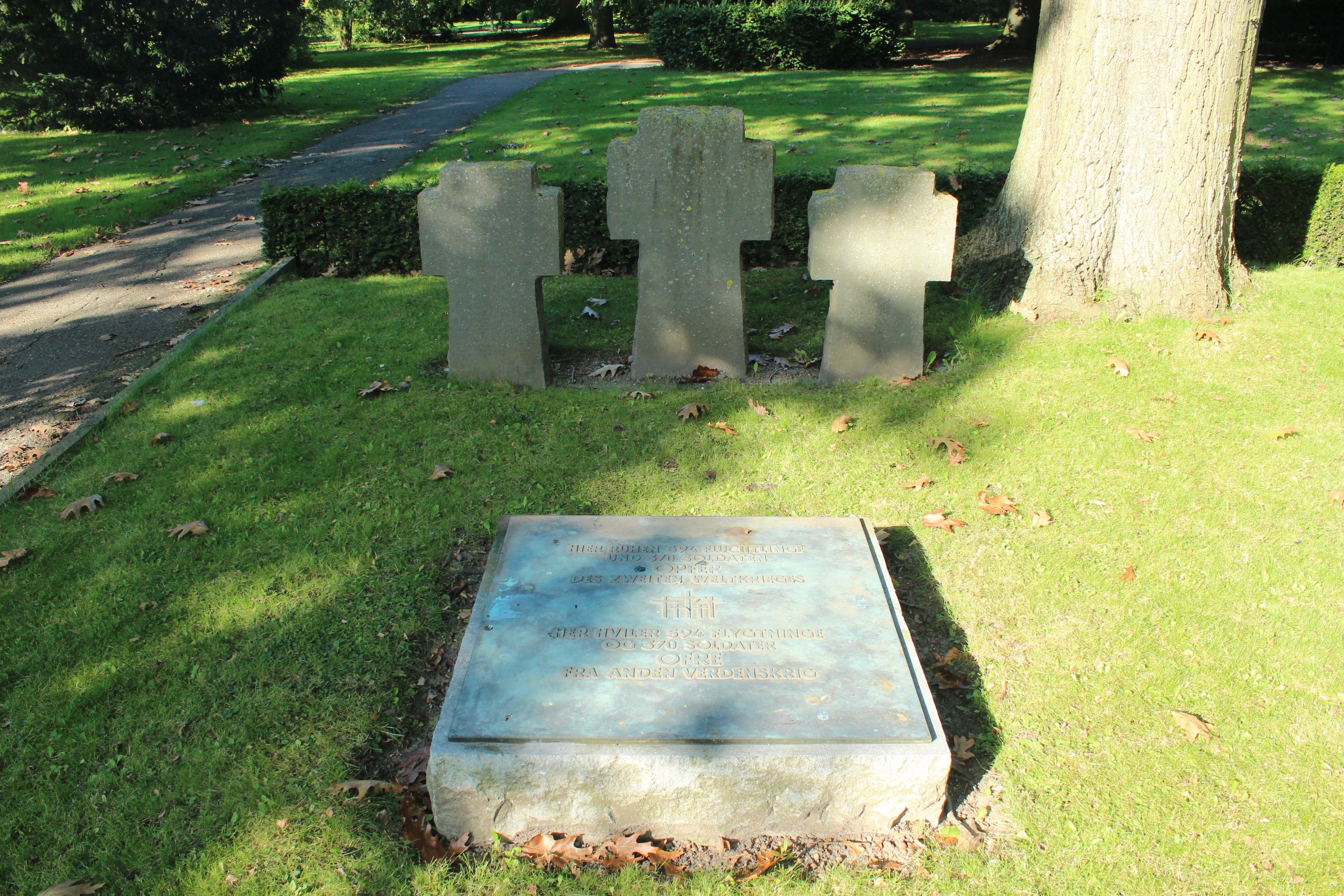
Deutsche Kriegsgräberstätte Kopenhagen Bispebjerg

Die Deutsche Kriegsgräberstätte Kopenhagen Bispebjerg ist ein Friedhof für 370 deutsche Soldaten und 594 Flüchtlinge des Zweiten Weltkriegs auf dem Bispebjerg Kirkegård in Kopenhagen, Dänemark.

## Lage
Die Gräber sind einen Kilometer vom Haupteingang entfernt und befinden sich im südwestlichen Teil bei der südlichen Kapelle in der Nähe der Kirschenallee an der rückwärtigen Begrenzung des Friedhofs in der Abteilung 8, Reihe 19 und Abteilung 9, Reihe 31.

## Die Toten
Die Soldaten starben zwischen 1942 und 1944. Ab April 1945 trafen Flüchtlingsschiffen aus dem Osten in hoher Zahl ein. Die Toten konnten nur noch eingeäschert worden. Die Namen der Toten, soweit bekannt, sind in Abteilung 8 auf Bronzetafeln aufgeführt.

## Weitere Kriegsgräber auf dem Bispebjerg Kirkegård
Auf dem Bispebjerg Kirkegård befinden sich außerdem Gräber von dänischen Freiheitskämpfern, Soldaten und Polizisten, britischen Angehörigen der Royal Air Force und die Gräber von sowjetischen Soldaten in Sektion 10.